# Dakar Plateau
Dakar Plateau ist einer der 19 Stadtbezirke der Metropole Ville de Dakar, der Hauptstadt Senegals mit dem Status einer Gemeinde (commune). Er umfasst das historische Stadtzentrum mit dem Regierungsviertel und dem Hafengebiet.

## Geografie
Dakar Plateau liegt am Südende der Cap-Vert-Halbinsel. Der Stadtbezirk erstreckt sich von der Südspitze Cap Manuel entlang der Westküste, der Corniche Ouest, bis zur Avenue Malick Sy, und entlang der Ostküste bis in das Hafengebiet. Benachbart sind die Stadtbezirke Médina im Nordwesten und Hann-Bel Air im Norden.
Der Stadtbezirk hat eine Fläche von 5,354 km². Er ist fast vollständig bebaut. Gleichwohl ist die durchschnittliche Bevölkerungsdichte relativ gering, da viele Gebäude staatliche und kulturelle Einrichtungen beherbergen oder von Verwaltungen sowie Dienstleistungs-, Handels-, Gewerbe- und Industrieunternehmen genutzt werden.

## Geschichte
Im Jahr 1996 wurde Dakar Plateau als commune d’arrondissement im Arrondissement de Dakar Plateau zu einem Stadtbezirk der Metropole Ville de Dakar. Im Jahr 2014 erhielt der Stadtbezirk, wie in Senegal alle communes d'arrondissement, den landesweit einheitlichen Status einer Gemeinde (commune).

## Bevölkerung
Die letzten Volkszählungen ergaben für den Stadtbezirk jeweils folgende Einwohnerzahlen:
| Jahr | Einwohner |
| ---- | --------- |
| 1988 | …         |
| 2002 | 32.795    |
| 2013 | 34.713    |
| 2023 | 34.951    |

## Infrastruktur und Kultur
Im Stadtbezirk beginnt die Autoroute 1, die von der Innenstadt zu dem neuen Flughafen Dakar-Blaise Diagne führt. Auch die Bahnstrecke Dakar–Niger beginnt hier, am Gare de Dakar, der dem Port Autonome de Dakar direkt benachbart liegt. Am Vorplatz vor dem Bahnhof steht das Kriegerdenkmal Monument Demba et Dupont.